# Calamaria brongersmai
Calamaria brongersmai är en ormart som beskrevs av Inger och Marx 1965. Calamaria brongersmai ingår i släktet Calamaria och familjen snokar. Inga underarter finns listade.
Arten förekommer på Sulawesi. Honor lägger ägg.